# پرستو (خواننده)
پرستو یک خوانندهٔ اهل افغانستان است. او همسر رحیم مهریار از خوانندگان افغانستان است. اولین آهنگ پرستو با نام «ساقی» منتشر شد. پرستو در سال ۲۰۱۰ به‌دنبال فوت همسرش آلمان را ترک کرد و به افغانستان بازگشت.

## زندگی‌نامه
پرستو در یک خانوادهٔ مذهبی از پدری پشتون و مادری تاجیک در کابل زاده شد و از لیسهٔ جرگه فارغ‌التحصیل شد. او در اوایل دههٔ ۱۹۷۰ در رادیو کابل کار خود را با آهنگ «ساقی» آغاز کرد. آهنگ‌های محبوب او عبارتند از: «جز تو زنده‌ام»، «زندگی یک راه دور»، «یک شب بارانی» و «دل آدم» که توسط وحید قاسمی ساخته شد. در دسامبر ۲۰۰۹، پرستو عنوان «ستارهٔ هنر» را در ATN Awards در هامبورگ دریافت کرد.
در تاریخ ۶ ژوئن ۲۰۱۰، همسرش رحیم مهریار، درگذشت و او در ماه نوامبر ۲۰۱۰ به افغانستان بازگشت.